# Нагата-ку (Кобе)
Нагата-ку（яп. 永田区) — один из девяти районов, входящих в состав города Кобе. Район с самой высокой плотностью населения и с самой маленькой площадью среди всех районов города Кобе. Расположен в южно-центральной части города. Цветок района — шалфей, дерево — кизил. 

## Общие сведения
В Нагата-ку находится святилище Нагата, одно из трех главных святилищ в Кобе. Службы и церемонии в нем проводятся круглый год: новогодние службы, церемония изгнания демонов в феврале, летний фестиваль Нацукоси и другие праздничные ритуалы.
С момента  открытия гавани в 1868 году, в первый год эпохи Мэйдзи, многие китайские мигранты (хуацяо) приезжали жить в Кобе. Для их нужд было построено общее кладбище под названием «Кансака Тюкагисо» в деревне Удзино (в настоящее время седьмой квартал  микрорайона Накаяма-тё, район Тюо-ку, г. Кобе), но в 1924 году оно было перемещено в деревню Нагата, район Хаясида (в настоящее время первый квартал, микрорайона Такия-тё, район Нагата-ку), который представляет собой холм с видом на море. На кладбище около 1000 индивидуальных и общих могил, например, «Могила цинских младенцев»  (яп. киёкуни-гайдо собо).

## История района
- 1889 — Деревни Хигаси-сириикэ, Ниси-сириикэ, Нагата, Комагабаяси, Нода, Мисаки, Имавада-синдэн и Ёсида-синдэн были  объединены и названы деревней Хаясидой.[4]. В этом же году в Кобе стало осуществляться городское управление. Город Кобе был создан, путём присоединения к району Кобе-ку деревень Фукиаи и Арата.
- 1910 — Трамвайная компания в префектуре Хёго («Железнодорожные линии Санъё») запустила новую линию между Хёго и Сума. На этой линии открыли новые станции Нагата и Нисидай.
- 1 мая 1945 — Части двух районов Хаясида-ку и Сума-ку были реорганизованы в район Нагата-ку.
- 19 декабря 1984 — По результатам открытого голосования (было прислано 2177 писем) из девяноста сортов цветов был выбран цветок – символ района.[5]
- 17  января 1995 — В результате Великого землетрясения Хансин-Авадзи район Нагата-ку сильно пострадал. Многие здания были разрушены землетрясением и возникшими после него большими пожарами.
- 8 октября 2003 — по результатам открытого  голосования  (было прислано 503 писем) было определено дерево – символ района[5].
- 2008 — вследствие землетрясения постоянное сокращение населения привело к тому, что количество пустых домов в районе достигло восемнадцати процентов.